# Chroniques musicales
Les Chroniques musicales de l’écrivain français Octave Mirbeau sont un recueil où ont été rassemblés, par Pierre Michel et Jean-François Nivet, trente-deux articles relatifs à la musique et parus dans la presse parisienne entre 1876 et 1908, en particulier dans L'Ordre de Paris, L’Écho de Paris et Le Journal. Il a été édité, en 2001, par Séguier-Archimbaud.

## L'émotion
Octave Mirbeau n'était pas musicien, n’avait aucune culture musicale, n’a guère fréquenté de compositeurs, hors Alfred Bruneau pendant l’Affaire Dreyfus, et n’a jamais été chargé de tenir la rubrique musicale des journaux auxquels il a collaboré. Ses articles consacrés à la musique sont donc très loin d’être aussi nombreux que ceux relatifs aux arts plastiques et à la littérature et recueillis dans ses Combats esthétiques et ses Combats littéraires. 
Ils expriment avant tout l’émotion éprouvée par un simple amateur dépourvu de tout bagage technique et qui s’abstient donc de toute considération strictement musicale. Ils présentent aussi cette particularité d’aborder souvent la musique par la bande, à l’occasion de polémiques sans rapport évident avec l’art musical, où Mirbeau est notamment aux prises avec les nationalistes et les revanchards, hostiles à une musique qu’ils qualifient patriotiquement de « germanique ». 

## Admirations et exécrations

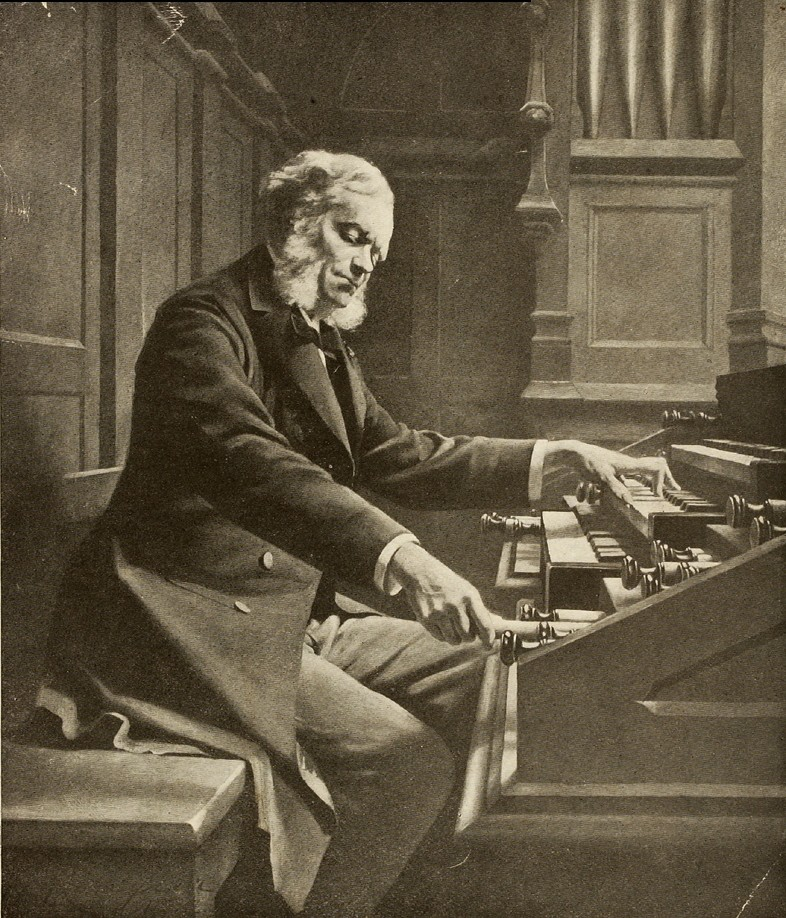
César Franck

Mais cela ne l’empêche, ni d'aimer la musique « passionnément », de son propre aveu, ni, comme il en a l'habitude dans le domaine des combats esthétiques et littéraires, de crier haut et fort :
- Ses admirations : en particulier pour Wagner et César Franck, vilipendés par les pseudo-patriotes avides de « revanche » sur l’Allemagne, mais aussi pour Augusta Holmès et Franz Servais.

- Et ses exécrations, au premier chef pour Gounod, qui était porté aux nues par les critiques attitrés et applaudi par le public bourgeois, au risque de susciter de virulentes protestations de ses lecteurs[1].

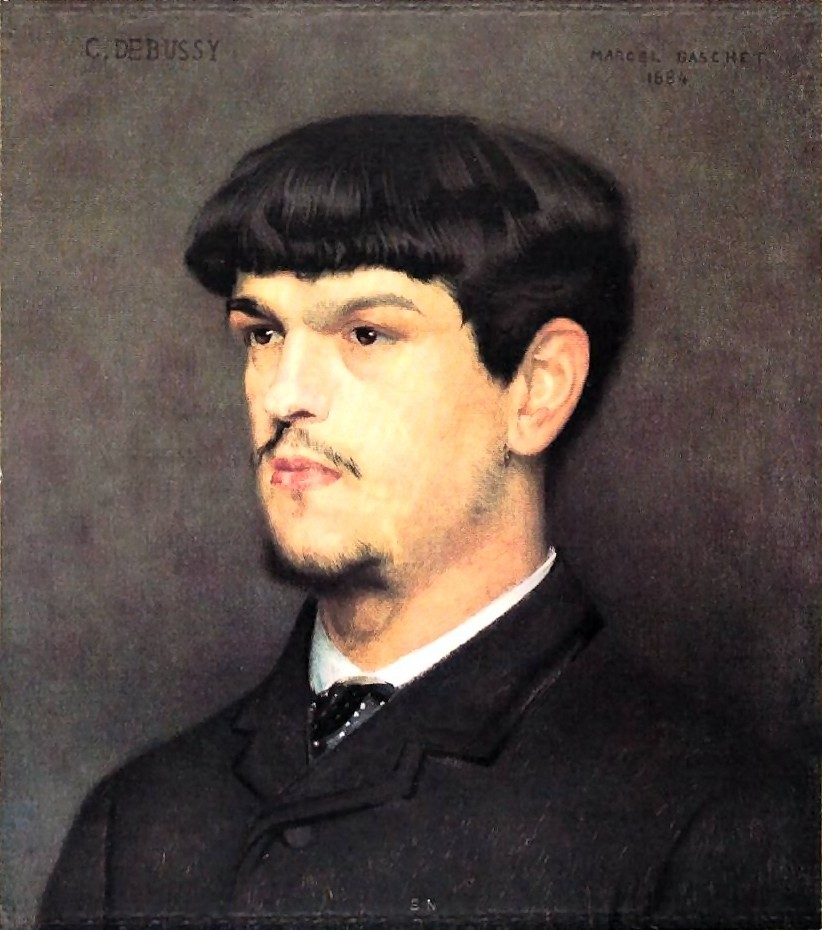
Claude Debussy, par Marcel Baschet, 1884

L’un des grands mérites de Mirbeau, dans un domaine qui n’était pourtant pas vraiment de sa compétence, est d’avoir défendu, en 1902, Claude Debussy et son opéra Pelléas et Mélisande, adapté de la pièce homonyme de Maurice Maeterlinck, contre Maeterlinck lui-même, que Mirbeau avait pourtant lancé au firmament des lettres par son retentissant article de 1890, et qui souhaitait à l'œuvre de Debussy « une chute prompte et retentissante ».   

### Édition intégrale
- Octave Mirbeau, Chroniques musicales, Anglet, Séguier Archimbaud, 2001, 255 p. (ISBN 978-2-84049-270-2)

### Analyse
- Mathieu Schneider, « La géopolitique musicale d'Octave Mirbeau », in L’Europe en automobile – Octave Mirbeau écrivain voyageur, Presses de l’Université de Strasbourg, 2009, pp. 181-192.